# Alfred Wegerdt
Alfred Wegerdt (* 6. Dezember 1878 in Roßwein (Sachsen); † 24. Januar 1956 in Bonn) war ein deutscher Jurist, zuletzt Ministerialdirigent der deutschen Luftwaffe im Zweiten Weltkrieg.

## Leben
Beförderungen
- Juli 1902 Referendar
- 1. August 1908 Assessor
- 2. März 1914 Regierungsrat
- 1918 Leutnant der Reserve
- 1. April 1921 Oberregierungsrat
- 6. März 1922 Ministerialrat
- 8. März 1933 Ministerialdirigent

Wegerdt nahm nach seinem Abitur am Gymnasium Dresden-Neustadt ein Jurastudium an der Universität Lausanne (Schweiz) und Grenoble (Frankreich) auf, das er im Oktober 1899 abschloss. Anschließend absolvierte er bis 1902 sein weiteres Studium an der Universität Berlin und der Universität Leipzig, wo er auch im Juli 1902 sein Referendar-Examen ablegte. Vom 1. Oktober 1902 bis zum 11. Juli 1908 war Wegerdt im juristischen Vorbereitungsdienst als Gerichtsreferendar in verschiedenen Gerichten und Rechtsanwälten tätig, so bei den Amtsgerichten Plauen, Klingenthal und Königstein, ferner auch bei der Staatsanwaltschaft und beim Landgericht Dresden, den Rechtsanwaltskanzleien Hippe (Dresden), Solicitors Goldberg und Barret & Newall London. Während dieser Zeit wurde er im Juli 1906 mit dem Titel Dr. jur. beliehen.
Am 1. August 1908 trat Wegerdt in den Staatsdienst ein und arbeitete bis Ende Juni 1909 als Gerichtsassessor in Stollberg und bei der Staatsanwaltschaft Freiburg in Schlesien. Im Juli 1909 ging er nach Dresden und war dort bis Ende 1909 als Ratsassessor beim Magistrat eingesetzt. Im Anschluss hieran fungierte er bis Ende März 1921 als Assessor bzw. später als Regierungsrat beim Aufsichtsamt für Privatversicherungen in Berlin. Unterbrochen war diese Dienstzeit von November 1915 bis Mai 1918, wo er als Kriegsfreiwilliger, zuletzt im Range eines Leutnants d.R. im Jäger-Bataillon 13 eingesetzt war.
Am 1. April 1921 begann er seine Tätigkeit im Reichsverkehrsministerium, wo er bis Ende Januar 1933 als Oberregierungsrat und Ministerialrat tätig war. Nach der Machtübernahme der Nationalsozialisten, trat Wegerdt zur deutschen Luftwaffe über und war zunächst bis zum 7. März 1933 Ministerialrat beim Reichskommissariat für die Luftfahrt. Am 8. März 1933 wurde er zum Präsidenten des Reichsamts für Flugsicherung und Ministerialdirigenten berufen, dessen Posten er bis zum 27. November 1934 innehielt. Zum 1. Mai 1933 trat er der NSDAP bei. Ebenfalls als Ministerialdirigent war er vom 28. November 1934 bis 21. Juli 1935 war er Präsident des Reichsamtes für Wetterdienst. Am 22. Juli 1935 wurde er zum Reichsluftfahrtministerium (RLM) abkommandiert. Dort war er vom 1. April 1937 bis 17. April 1939 Gruppenleiter sowie vom 18. April 1939 bis 13. September 1944 Abteilungschef. Während dieser Zeit, agierte Wegerdt vom 1. September 1939 bis 31. Juli 1940 zugleich als Chef der Amtsgruppe Luftverkehr und Lufthoheit im RLM.
Vom 13. September 1944 bis Mai 1945 hatte er im Alter von nunmehr 66 Jahren den Status eines Beamten z. b. V. des RLM inne. Im Mai 1945 schied er aus dem Dienst aus. Eine Kriegsgefangenschaft folgte nicht. Nach 1949 war er als Berater für Fragen der Zivilluftfahrt beim Bundesverkehrsministerium tätig. 1952 wurde er mit dem Großen Verdienstkreuz des Verdienstordens der Bundesrepublik Deutschland ausgezeichnet.